# 虱目魚科
虱目魚科為輻鰭魚綱鼠鱚目的其中一科。其下現存僅有一屬，另有一些化石類群：
- 虱目魚屬（Chanos）
  - 虱目魚（Chanos chanos）。